# Adam Błaszkiewicz
Adam Błaszkiewicz (ur. 8 maja 1959 w Wilnie) – polski nauczyciel, pedagog narodowości polskiej, działacz społeczności polskiej na Litwie.

## Życiorys
Studiował matematykę na Uniwersytecie Wileńskim, studia ukończył w 1981. Po ukończeniu studiów pracował jako nauczyciel matematyki i fizyki w szkole z rosyjskim, polskim i litewskim językiem nauczania w Kolonii Wileńskiej. Od 1986 pełnił funkcję dyrektora.
W 1992 został prezesem Fundacji Pomocy Budowy Szkoły Polskiej w Wilnie, a następnie dyrektorem powstającej placówki, która w 1993 otrzymała imię Jana Pawła II. Pozostał dyrektorem szkoły po jej reorganizacji w 2002 i otrzymaniu statusu gimnazjum w 2004.
W latach 1990–1995 zasiadał w radzie miejskiej Wilna. Od 1995 jest instruktorem Związku Harcerstwa Polskiego na Litwie, przez wiele lat był jego przewodniczącym. Działał w Kongresie Polaków na Litwie, od 2012 jest członkiem zarządu Litewsko-Polskiej Fundacji im. Jerzego Giedroycia. W 2021 został uhonorowany Nagrodą im. Grażyny Langowskiej.
W 2024 przyznano mu tytuł „Polaka Roku 2023” w tradycyjnym corocznym plebiscycie czytelników Kuriera Wileńskiego.

## Odznaczenia i wyróżnienia
- Krzyż Kawalerski Orderu Zasługi Rzeczypospolitej Polskiej (2000)[3]
- Medal Komisji Edukacji Narodowej (2004)
- Krzyż Oficerski Orderu Zasługi Rzeczypospolitej Polskiej (2012)[4]
- Odznaka-medal "Za Zasługi dla Wilna i Narodu" II klasy (2015)[5]
- Krzyż Komandorski Orderu Zasługi Rzeczypospolitej Polskiej (2018)[6]
- Odznaka Honorowa za Zasługi dla Polonii i Polaków za Granicą (2023)[7]
- Tytuł „Polaka Roku 2023” w plebiscycie czytelników „Kuriera Wileńskiego” (2024)